# Brokig kärrhök
Brokig kärrhök (Circus spilonotus) är en rovfågel som tillhör kärrhökarna. 

## Utseende, fältkännetecken och läte
Den adulta brokiga kärrhöken är 48-58 cm lång och har ett vingspann på 113-137 cm och, som hos flertalet rovfåglar, är honan större än hanen. Den adulta hanens fjäderdräkt har ett varierande utseende. Vanligtvis är huvud, bröst, rygg och armpennornas övre vingtäckare mörkt grå till svartaktiga med vita streck och fläckar. Vingen är i övrigt grå, med vit framkant närmast kroppen och svarta yttre handpennor. Stjärten är grå, övergumpen vit och merparten av fågelns undersida är vit med. Vissa individer har en svart vingbakkant på undersidan.

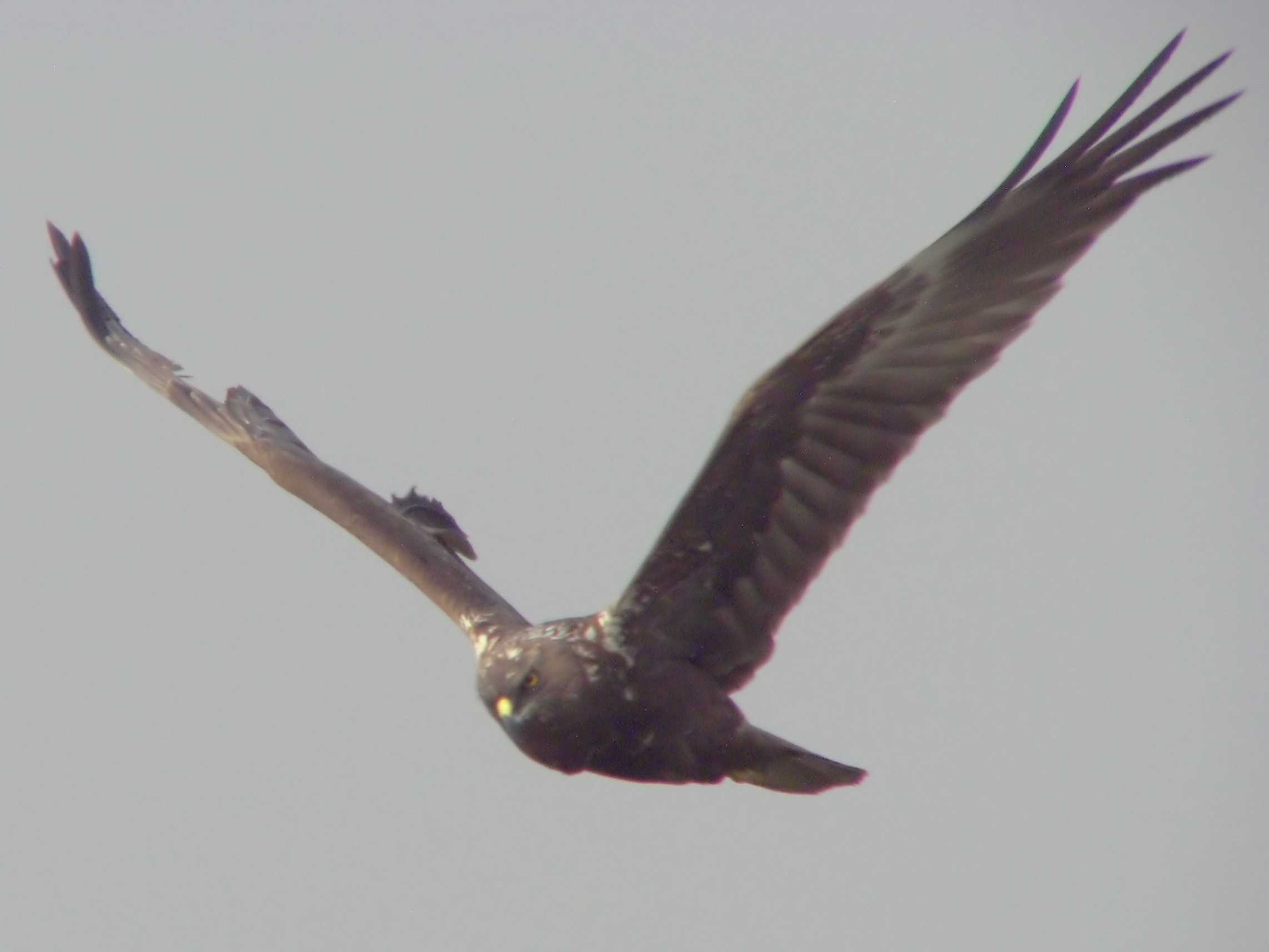
Adult hane.

Honan är mestadels mörkt rödbrun med ljus vattring. Huvud och buk är ljus med rödbruna längsgående streck. Ovansidan av vingpennorna är svartgrå och bakkanten på vingen är mörk med två mörka band innanför. Den främre vingkant närmast kroppen är ljus som hos den bruna kärrhökshonan. Även på undersidan syns den mörka bakkanten på vingen men där är banden tre stycken inannför och ljusare och mindre tydliga. Vingtäckarna är kraftigt vattrade i brunt och ljust gulbrunt och de yttre handpennespetsarna är undertill kontrasterande mörka gentemot resten av vingen. Den har ofta en smal vitaktig övergump och ovansidan av stjärten har mörka tvärgående streck. 
Juvenila fåglar är honfärgade men mörkare, med ljust huvud och ett mörkare parti kring ögat och örontäckarna. Den är mer rödbrun på buken än honan , saknar de mörka vingbanden och har en stor ljus handbasfläck på undersidan.
När den jagar glidflyger den lågt över marken med vingarna i en grund V-form. Den är mestadels tystlåten men har ett jamande läte som oftast hörs när den slagit sig till ro för natten.

## Taxonomi och utbredning
Arten beskrevs taxonomiskt första gången 1847 av Johann Jakob Kaup. Tidigare behandlades den som underart till brun kärrhök, C. a. spilonotus, men dessa båda taxa behandlas idag som två arter. Hybridisering förekommer i zonen där de båda arternas häckningsområden möts.
Brokig kärrhök är en flyttfågel som häckar från nordöstra Kina, Mongoliet och sydöstra Sibirien, så långt väster ut som Bajkalsjön, och med ett mindre antal i norra Japan (Hokkaidō och norra Honshū).
Vinterkvarteren omfattar södra Kina, Taiwan, Korea, södra Japan, nordöstra Indien, Bangladesh och Sydostasien, så långt söderut som Filippinerna, Borneo och Sumatra. Stora antal flyttar utmed Kinas kust med tusentals fåglar som passerar lokaler som Beidaihe under höstarna.
Papuakärrhök (Circus spilothorax) som förekommer på Nya Guinea behandlades tidigare som underart till brokig kärrhök. Vissa gör det fortfarande.

## Ekologi
Den föredrar öppna biotoper med våtmarker, risfält och gräsmark.  Dess föda består till största delen av små däggdjur, fåglar och grodor. Häckningssäsongen påbörjas i april. Boet består av grenar och byggs direkt på marken, ofta i en vassrugge. Den lägger fyra till sju ägg som ruvas i 33-48 dagar. Den postjuvenila ruggningen sker efter 35-40 dagar.

## Status och hot
Arten har ett stort utbredningsområde och tros inte vara utsatt för något substantiellt hot. Utifrån dessa kriterier kategoriserar internationella naturvårdsunionen IUCN arten som livskraftig (LC). Den är dock fåtalig, med en uppskattad världspopulation på endast 20 000–30 000 par. Den beskrivs som sällsynt i Ryssland och ovanlig i norra Japan.